# العلاقات النيجرية الجيبوتية
العلاقات النيجرية الجيبوتية هي العلاقات الثنائية التي تجمع بين النيجر وجيبوتي.

## مقارنة بين البلدين
هذه مقارنة عامة ومرجعية للدولتين:
| وجه المقارنة                                              | النيجر          | جيبوتي                    |
| --------------------------------------------------------- | --------------- | ------------------------- |
| المساحة (كم2)                                             | 1.27 مليون      | 23.20 ألف                 |
| عدد السكان (نسمة)                                         | 21.48 مليون     | 956.99 ألف                |
| الكثافة السكانية (ن./كم²)                                 | 16.91           | 41.25                     |
| العاصمة                                                   | نيامي           | جيبوتي                    |
| اللغة الرسمية                                             | لغة فرنسية      | لغة فرنسية، اللغة العربية |
| العملة                                                    | فرنك غرب أفريقي | فرنك جيبوتي               |
| الناتج المحلي الإجمالي (بليون دولار)                      | 8.12 مليار      | 1.84 مليار                |
| الناتج المحلي الإجمالي (تعادل القوة الشرائية) بليون دولار | 19.01 مليار     | 3.10 مليار                |
| الناتج المحلي الإجمالي الاسمي للفرد دولار أمريكي          | 358             | 1.95 ألف                  |
| الناتج المحلي الإجمالي للفرد دولار أمريكي                 | 938             | 3.27 ألف                  |
| مؤشر التنمية البشرية                                      | 0.348           | 0.470                     |
| رمز المكالمات الدولي                                      | +227            | +253                      |
| رمز الإنترنت                                              | .ne             | .dj                       |
| المنطقة الزمنية                                           | ت ع م+01:00     | ت ع م+03:00               |

## منظمات دولية مشتركة
يشترك البلدان في عضوية مجموعة من المنظمات الدولية، منها:
| علم المنظمة | اسم المنظمة                                 | تاريخ انضمام النيجر | تاريخ انضمام جيبوتي |
| ----------- | ------------------------------------------- | ------------------- | ------------------- |
|             | وكالة ضمان الاستثمار متعدد الأطراف          | 10 مايو 2012        | 12 يناير 2007       |
|             | منظمة التعاون الإسلامي                      | ?                   | ?                   |
|             | منظمة الشرطة الجنائية الدولية               | ?                   | ?                   |
|             | مجموعة دول أفريقيا والكاريبي والمحيط الهادئ | ?                   | ?                   |
|             | منظمة حظر الأسلحة الكيميائية                | ?                   | ?                   |
|             | منظمة التجارة العالمية                      | ?                   | ?                   |
|             | الأمم المتحدة                               | 20 سبتمبر 1960      | 20 سبتمبر 1977      |
|             | الاتحاد الأفريقي                            | ?                   | ?                   |
|             | مؤسسة التمويل الدولية                       | 7 يناير 1980        | 1 أكتوبر 1980       |
|             | يونسكو                                      | 10 نوفمبر 1960      | 31 أغسطس 1989       |
|             | مؤسسة التنمية الدولية                       | 24 أبريل 1963       | 1 أكتوبر 1980       |
|             | الاتحاد الدولي للاتصالات                    | 14 نوفمبر 1960      | 22 نوفمبر 1977      |
|             | البنك الإفريقي للتنمية                      | ?                   | ?                   |
|             | أفريستات ‏                                   | 21 سبتمبر 1993      | 2010                |
|             | البنك الدولي للإنشاء والتعمير               | 24 أبريل 1963       | 1 أكتوبر 1980       |
|             | الاتحاد البريدي العالمي                     | ?                   | ?                   |